# Bad Salzschlirf
Bad Salzschlirf település Németországban, Hessen tartományban. Lakosainak száma 3680 fő (2023. december 31.). Bad Salzschlirf Großenlüder, Wartenberg (Hessen) és Schlitz községekkel határos.

## Népesség
A település népességének változása:
| Lakosok száma | 3204 | 3326 | 3307 | 3510 | 3568 | 3680 |
|               | 2011 | 2017 | 2019 | 2021 | 2022 | 2023 |